# Конк-сюр-Орбьель
Конк-сюр-Орбье́ль (фр. Conques-sur-Orbiel) — коммуна во Франции, находится в регионе Лангедок — Руссильон. Департамент коммуны — Од. Административный центр кантона Конк-сюр-Орбьель. Округ коммуны — Каркасон.
Код INSEE коммуны — 11099.

## Население
Население коммуны на 2008 год составляло 2294 человека.
| 1962 | 1968 | 1975 | 1982 | 1990 | 1999 | 2008 |
| ---- | ---- | ---- | ---- | ---- | ---- | ---- |
| 546  | 602  | 643  | 806  | 923  | 919  | 806  |

## Экономика
В 2007 году среди 1415 человек в трудоспособном возрасте (15—64 лет) 1003 были экономически активными, 412 — неактивными (показатель активности — 70,9 %, в 1999 году было 66,6 %). Из 1003 активных работали 887 человек (482 мужчины и 405 женщин), безработных было 116 (46 мужчин и 70 женщин). Среди 412 неактивных 99 человек были учениками или студентами, 176 — пенсионерами, 137 были неактивными по другим причинам.